# Spilococcus perineti
Spilococcus perineti är en insektsart som beskrevs av Mamet 1962. Spilococcus perineti ingår i släktet Spilococcus och familjen ullsköldlöss.
Artens utbredningsområde är Madagaskar. Inga underarter finns listade i Catalogue of Life.